# اروپای قاره‌ای

در مورد مرزهای سرزمین اروپای قاره‌ای، اختلاف دیدگاه، وجود دارد.

اروپای قاره‌ای، (به انگلیسی: Continental Europe)، به خشکی اصلیِ تشکیل‌دهنده قاره اروپا (منهای جزیره‌های اروپا) گفته می‌شود. در میان مردمان جزایر اروپا به‌طور اختصار به این سرزمین «قاره» می‌گویند.
عام‌ترین تعریفی که از اروپای قاره‌ای وجود دارد، جزایر یونانی، مالت، سیسیل، ساردنی، کرس، جزایر بالئاری، ایسلند، ایرلند و پادشاهی متحد و ممالک وابسته به آن را جزو این سرزمین نمی‌داند. بسیاری از تعاریف موجود از این سرزمین، مرزهای آن را تا کوه‌های اورال، رود اورال و رشته‌کوه قفقاز می‌دانند.